# Vieure
Vieure är en kommun i departementet Allier i regionen Auvergne-Rhône-Alpes i de centrala delarna av Frankrike. Kommunen ligger  i kantonen Bourbon-l'Archambault som ligger i arrondissementet Moulins. År 2022 hade Vieure 276 invånare.

## Befolkningsutveckling
Antalet invånare i kommunen Vieure
Referens: INSEE